# پرواز ۱۳۸۰ هواپیمایی ساوت‌وست
پرواز ۱۳۸۰ هواپیمایی ساوت‌وست یک هواپیمای بوئینگ ۷۳۷–۷۰۰ بود که پس از برخاست از فرودگاه نیویورک - لاگوردیا در مسیر حرکت به فرودگاه دالاس در تاریخ ۱۷ آوریل ۲۰۱۸، یک خرابی موتور با پرتاب قطعات آن را تجربه کرد. بقایای موتور خراب بدنه را سوراخ کرده و پس از آسیب رساندن به یک پنجره باعث افت فشار سریع کابین هواپیما شد. خدمه فرود اضطراری را انجام دادند و به فرودگاه بین‌المللی فیلادلفیا هدایت شدند. یک مسافر از هواپیما خارج شد و بعداً جان باخت. هشت مسافر دیگر نیز زخم جزئی داشتند. هواپیما به میزان قابل توجهی آسیب دید. این اولین حادثه هوایی منجر به فوت برای شرکت هواپیمایی ساوت‌وست بود.

## نگارخانه

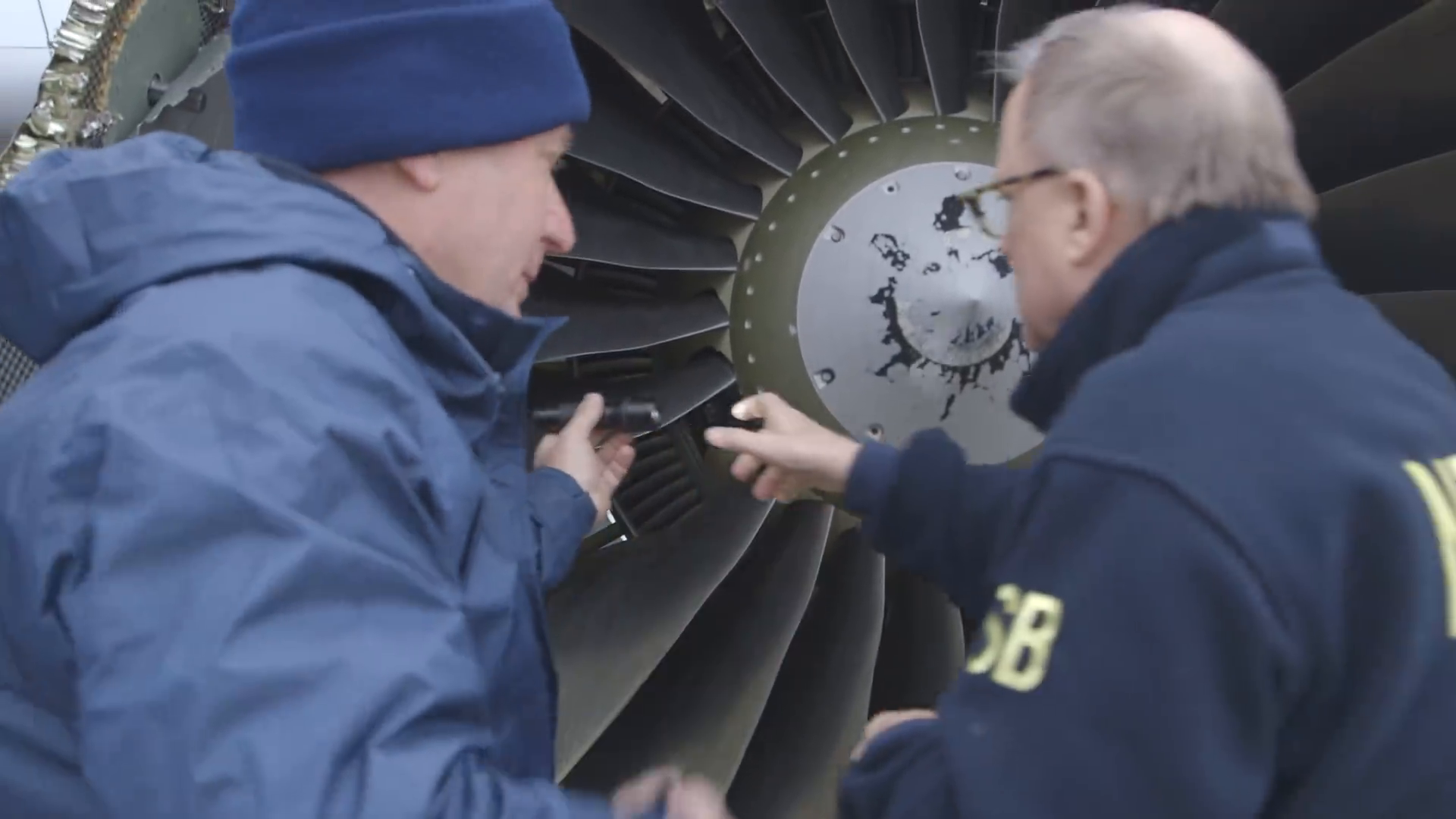
بازرسان NTSB محل استقرار تیغه فن گمشده را نشان می‌دهند
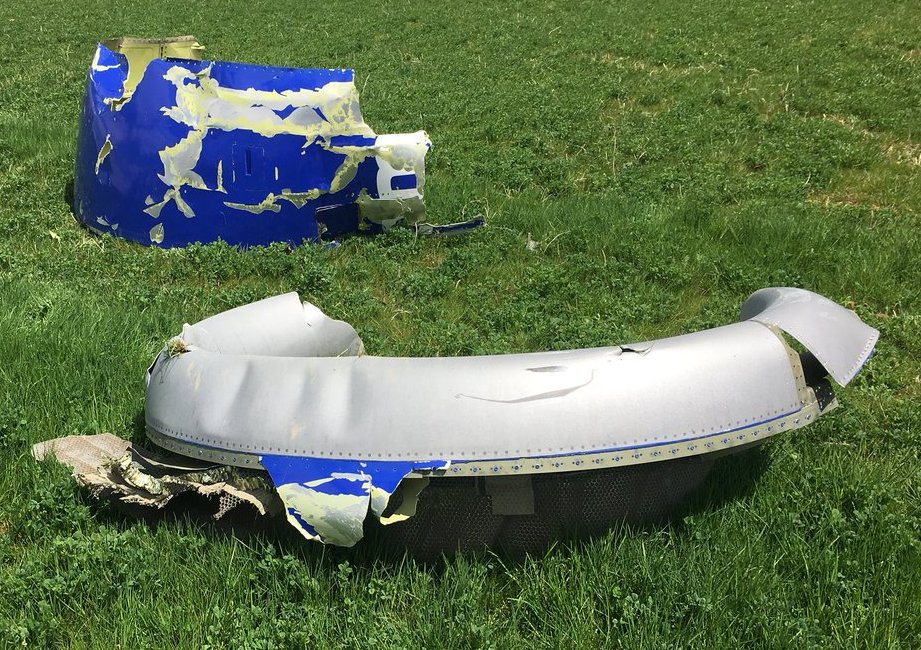
قطعه‌ای از محفظه موتور در پنسیلوانیا یافت شد.